# Zürich-Zug-Luzern-Bahn
Zürich-Zug-Luzern-Bahn è un'ex compagnia ferroviaria svizzera. Le sue linee ferroviarie a scartamento normale si trovano nei cantoni svizzeri di Zurigo, Zugo e Lucerna e sono ora di proprietà delle Ferrovie federali svizzere (FFS).

## Storia
Nel 1857 il consigliere federale Jakob Stämpfli diede il via alla Schweizerische Ostwestbahn (OWB), che doveva creare una seconda linea ferroviaria nel Mittelland in diretta concorrenza con la Schweizerische Centralbahn (SCB) che aveva acquisito concessioni di linee fino ad Aarau, Lucerna, Berna e Bienne e controllava il traffico ferroviario nel Mittelland. In qualità di compagnia ferroviaria bernese, la OWB doveva competere direttamente con la SCB.
L'OWB ha progettato una linea ferroviaria da La Neuveville via Bienne, Berna, Langnau im Emmental, Lucerna e Zugo a Zurigo e ha iniziato la costruzione senza che fosse garantito il finanziamento della linea. L'OWB poté aprire la tratta Frienisberg–Biel solo il 3 dicembre 1860 prima che fallisse; Nell'aprile 1861, il cantone di Berna fondò la Bernische Staatsbahn (BSB), rilevò la fallita OWB il 1º giugno 1861 e completò i progetti di linee nel cantone di Berna che erano stati avviati fino al 1864.
La Schweizerische Nordostbahn, invece, ha rilevato il progetto e la concessione della linea Zurigo–Zugo–Lucerna dal fallimento dell'OWB. La Nordostbahn ha costituito la filiale Zürich-Zug-Luzern (ZZL) e, dopo piccole modifiche al progetto, ha iniziato la costruzione della linea.
Progettata sostanzialmente come un unico percorso, la topografia consentiva di collegare Zugo a basso costo solo tramite una diramazione, che era collegata a Kollermühle tramite una serie di raccordi.Le tre tratte ferroviarie Altstetten-Zug, Kollermühle-Gütsch e la il raccordo di collegamento Knonau-Cham furono messi in funzione insieme il 1º giugno 1864 dalla ZZL. la serie di raccordi ha consentito di collegare su un piano di parità le tratte Zurigo-Zugo, Zugo-Lucerna e Lucerna-Zurigo.
La stazione di Altstetten è stata riprogettata per il collegamento della ZZL sulla linea NOB Zurigo–Brugg ed è stato costruito un nuovo edificio della stazione secondo i piani di Jakob Friedrich Wanner. Allo stesso si deve anche la progettazione della stazione ferroviaria di Zugo, che si trovava sull'odierna Bundesplatz e aveva un cappio di ritorno per far girare i treni.
La linea ZZL terminava alla stazione della metropolitana di Lucerna, dove si fondeva con la linea SCB Lucerna–Emmenbrücke(–Olten), aperta nel 1859, che doveva essere utilizzata per raggiungere la stazione di Lucerna, anch'essa di proprietà della SCB. L'ingresso a Lucerna cambiò nuovamente nell'agosto 1875, quando il percorso della ferrovia Berna-Lucerna (BLB) da Langnau im Emmental è stato introdotto presso la nuova stazione di servizio Fluhmühle e l'accesso alla stazione è stato realizzato attraverso il Gibraltartunnel lungo 317 metri.
L'ingresso a Lucerna venne modificato il 1º novembre 1896 in seguito akla costruzione della seconda stazione di Lucerna; il fascio dei binari della stazione venne uotato di circa 90 gradi verso sud e il percorso di accesso è stato realizzato attraverso i due nuovi tunnel Schönheim e Gütsch, eliminando tutti i passaggi a livello della città. Il Gibraltartunnel è diventato superfluo dopo soli 21 anni di utilizzo ed è stato abbandonato come terzo tunnel ferroviario svizzero; fino al 1981 era anche il tunnel ferroviario abbandonato più lungo della Svizzera.

## Percorso
| Head station |

| Unknown route-map component "LSTR" |

| Station on track |

| Unknown route-map component "CONTgq" | Unknown route-map component "ABZgr" |  |

| Station on track |

| Stop on track |

| Non-passenger station/depot on track |

| Station on track |

| Enter and exit tunnel |

| Non-passenger station/depot on track |

| Station on track |

| Non-passenger station/depot on track |

| Non-passenger station/depot on track |

| Station on track |

| Station on track |

| Stop on track |

| Unknown route-map component "SKRZ-Au" |

| Station on track |

| Unknown route-map component "SKRZ-Au" |

| Station on track |

| Stop on track |

| Unknown route-map component "eBS2+l" | Unknown route-map component "BS2+r" |

| Unknown route-map component "xABZg+l" | Unknown route-map component "ABZg+r" |

|  |  | Straight track | Non-passenger station/depot on track |  |  |

|  |  | Straight track | Stop on track |  |  |

|  | Unknown route-map component "STR+l" | Unknown route-map component "STRr+l" | Unknown route-map component "xABZgr" |  |  |

|  | Straight track | Stop on track | Unknown route-map component "exSTR" |  |  |

| Unknown route-map component "STR+l" | One way rightward | Unknown route-map component "hSTRae" | Unknown route-map component "exSTR" |  |  |

| Straight track | Unknown route-map component "exKBHFaq" | Unknown route-map component "eABZgr" | Unknown route-map component "exSTR" |  |  |

| Straight track | Unknown route-map component "STR+l" | Unknown route-map component "ABZg+r" | Unknown route-map component "exSTR" |  |  |

| Straight track | Straight track | Station on track | Unknown route-map component "ENDExa" |  |  |

| Straight track | Straight track | Unknown route-map component "ABZgl" | One way rightward |  |  |

| Straight track | Straight track | One way leftward | Unknown route-map component "CONTfq" |  |  |

| One way leftward | Unknown route-map component "STRl+r" | Transverse track | Unknown route-map component "CONTfq" |  |  |

|  | One way leftward | Unknown route-map component "STR+r~L" | Unknown route-map component "STR+r~R" |  |  |

| Stop on track |

| Unknown route-map component "hKRZWae" |

| Station on track |

| Stop on track |

| Stop on track |

| Unknown route-map component "BS2c1" | Unknown route-map component "BS2+r" |

|  | Unknown route-map component "STR+l" | Unknown route-map component "KRZu" | Unknown route-map component "CONTfq" |

| One way leftward | Unknown route-map component "ABZg+r" |

|  | Non-passenger station/depot on track |

|  | Station on track |

| Unknown route-map component "CONTgq" | Unknown route-map component "ABZgr" |

| Unknown route-map component "BS2c2" | Unknown route-map component "BS2r" |

| Station on track |

| Stop on track |

| Stop on track |

| Station on track |

| Small non-passenger station on track |

| Enter and exit tunnel |

| Unknown route-map component "hKRZWae" |

| Unknown route-map component "CONTgq" | Unknown route-map component "ABZg+r" |  |

| Unknown route-map component "CONTgq" | Unknown route-map component "ABZg+r" |  |

| Small non-passenger station on track |

|  | Unknown route-map component "ABZg+l" | Unknown route-map component "CONTfq" |

| Small non-passenger station on track |

| Enter and exit tunnel |

| Small non-passenger station on track |

| Enter and exit tunnel |

| Unknown route-map component "dCONTgq" | Unknown route-map component "d" + Unknown route-map component "STR+r" | Straight track |  |

| Unknown route-map component "vKBHFe" | Unknown route-map component "d" |

La linea della Zürich-Zug-Luzern-Bahn si distaccava alla stazione di Zurigo Altstetten dalla linea per Baden-Aarau-Olten e, procedendo da nord a sud ancora oggi attraversa il Knonaueramt, servendo i comuni di Urdorf, Birmensdorf, Bonstetten, Hedingen, Affoltern am Albis, Mettmenstetten e Knonau. Oltre Knonau si lascia il canton Zurigo per entrare nel canton Zugo, toccando Steinhausen, la cui stazione fu aperta solo nell'ottobre 1904 dopo numerose richieste da parte degli abitanti della cittadina.
Tra il 1864 e il 1970 esisteva un raccordo tra la stazione di Cham (sulla linea Zugo-Lucerna) e quella di Steinhausen, utilizzato in occasione di deviazioni di percorso di treni merci o come parcheggio per carri merce. I treni diretti da Zurigo a Lucerna e viceversa, utilizzavano tale raccordo by-passando Zugo, oppure quelli che passavano per Zugo utilizzavano un cappio di ritorno che esisteva fino al 5 maggio 1990.
La tratta tra Zurigo e Zufo venne aperta il 1º giugno 1864, insieme alla ferrovia Zugo-Lucerna. Con l'apertura nel 1897 della ferrovia Thalwil-Zugo, che accorciava di 10 chilometri il tragitto tra Zurigo e la Svizzera Centrale e la contemporanea apertura della ferrovia Zugo–Arth-Goldau, tale tratta fu relegata ad un ambito locale avendo perso molto della sua importanza come collegamento con Lucerna e con la ferrovia del Gottardo e i treni diretti da Zurigo verso Lucerna, vennero istradati attraverso la Linksufrige Zürichseebahn fino a Thalwil, mentre i treni provenienti da Zurigo e diretti verso il Canton Ticino e l'Italia, da allora imboccano la linea del Gottardo alla stazione di Arth-Goldau.
Proseguendo verso Lucerna la linea, dopo aver costeggiato il lago di Zugo fino a Cham, tocca Hünenberg prima di entrare nella stazione di Rotkreuz, nella quale incrocia la Aargauische Südbahn. prima che nel 1897 fosse stata aperto il collegamento tra Thalwil e Arth-Goldau i treni provenienti da Zurigo e diretti verso la linea del Gottardo transitavano sulla Zurigo-Zugo e sulla Zugo-Lucerna fino a Rotkreuz dove invertendo il senso di marcia raggiungevano Immensee dove imboccavano la linea del Gottardo.
Da Rotkreuz la linea per Lucerna attraversa Root, Buchrain ed Ebikon, costeggia il Rotsee e attraversa il fiume Reuss prima di entrare nella stazione di Lucerna.
Con l'apertura, avvenuta nel 1875 della Linksufrige Zürichseebahn e soprattutto nel 1897 della ferrovia Thalwil-Zugo i treni da allora vengono istradati attraverso queste linee e da Zugo attraverso la linea Zugo-Lucerna fino a Lucerna.